# Борислав Атанацковић
Борислав Атанацковић (Београд, 1932 — Београд, 2. март 1994) био је српски и југословенски економиста, који је током 1993. обављао дужност гувернера Народне банке Југославије.

## Биографија
Рођен је у Београду 1932. где се школовао и завршио Економски факултет Универзитета у Београду. У банкарству и финансијама радио је током читаве радне каријере. Био је подсекретар у Савезном секретаријату за финансије СФРЈ, секретар Републичког секретаријата за финансије СР Србије и члан Извршног већа Скупштине СР Србије.
Од 1985. до 1993. обављао је дужност гувернера Народне банке Србије, а 16. августа 1993. именован је за гувернера Народне банке Југославије. Дужност гувернера преузео је у јеку хиперинфлације која је од марта 1992. потресала Савезну Републику Југославију. Ову дужност обављао је до 20. октобра исте године, када је поднео оставку из здравствених разлога.
Почетком фебруара 1994. примљен је на Институт за неурологију Клиничког центра Србије, где је крајем истог месеца оперисан, али је убрзо преминуо.
Сахрањен је у Алеји заслужних грађана на Новом гробљу у Београду.